# Steve Sylvester
Steve Sylvester, pseudonimo di Stefano Silvestri (Pesaro, 28 agosto 1960), è un cantante italiano, co-fondatore del gruppo metal Death SS, del quale è rimasto, dopo esser tornato nel 1988, l'unico membro stabile della formazione.

## Biografia
La band Death SS viene da lui fondata nel 1977 insieme all'amico Paul Chain. 
Nella formazione storica, attiva fra il 1977 e il 1982, figuravano anche il chitarrista ritmico Claud Galley (poi passato al basso), il bassista Danny Hughes e il batterista Tommy Chaste.
Nel 1982 esce dalla band; i Death SS continueranno la loro attività con il cantante Sanctis Ghoram fino a mutare forma nell'arco di un paio d'anni, abbandonando il nome Death SS per trasformarsi nel Paul Chain Violet Theatre.
Nel 1987 Sylvester decide di riformare il gruppo con nuovi musicisti, riproponendo nei primi lavori quasi soltanto i pezzi scritti col chitarrista Paul Chain.
A partire da quell'anno, con l'album ...in Death of Steve Sylvester, che inizia la carriera discografica vera e propria del gruppo (prima esistevano demo-tape artigianali e una raccolta di brani delle origini pubblicata da Chain dopo lo scioglimento, The Story of Death SS 1977-1984).
Nel 1992, per un breve periodo, il gruppo cambia nome in "Sylvester's Death" per motivi commerciali con il mercato europeo, soprattutto in Germania dove i lavori della band trovavano difficoltà ad essere distribuiti nei negozi a causa della doppia S del logo, ritenuta erroneamente un richiamo a ideali filo-nazisti (fatto sempre negato dal gruppo, che infatti non ha mai trattato tematiche politiche).
Durante gli anni '90 Sylvester decide di intraprendere una carriera solista parallela al suo gruppo principale, coinvolgendo membri della prima formazione del periodo 1977-82 e molti altri musicisti del panorama underground.
I Death SS ritornano quindi nel 1997 con rinnovata ispirazione e di disco in disco evolveranno sempre il loro sound, merito anche dei musicisti che Sylvester assume via via nel gruppo per dare forma alle sue idee.
Nonostante gli sforzi, la scarsa distribuzione della casa discografica non conferisce una vasta diffusione degli album della band e nel 2007 è Sylvester stesso a definire chiusa l'attività discografica del suo gruppo, ma dichiara di essere sempre pronto a riproporlo al momento opportuno e con la giusta ispirazione (difatti sono numerose le apparizioni live e la partecipazione all'episodio dal titolo 666 della fiction della RAI L'ispettore Coliandro, con Steve anche in veste di attore).
Sempre come attore partecipa da co-protagonista nel film Precognizioni e fa un cameo nel nuovo zombie-movie prodotto da Uwe Boll Eaters.
Accantonato momentaneamente il progetto Death SS, Steve si cimenta nella realizzazione di alcuni lungometraggi horror e ritorna musicalmente nel 2010 con ben due nuove band dal genere diverso: il gruppo rock dalle sonorità molto dark-wave Opus Dei (per problemi di censura subito ribattezzati W.O.G.U.E. ovvero Work Of God United Entertainment) e i Sancta Sanctorum che propongono invece un doom molto cupo e claustrofobico, psichedelico e tenebroso.
A novembre 2011 esce la sua biografia ufficiale, scritta a quattro mani con il giornalista musicale Gianni Della Cioppa.
Nel frattempo si dedica a varie collaborazioni prestando la sua voce sia in produzioni italiane, come l'ultimo album dei Witche's Brew, sia all'estero con la formazione di Houston dei Ripper.

## Discografia

### Con i Death SS
- 1987 - The Story of Death SS 1977-1984
- 1988 - ...in Death of Steve Sylvester
- 1989 - Black Mass
- 1991 - Heavy Demons
- 1992 - The Cursed Concert
- 1996 - Horror Music - The Best of Death SS
- 1997 - Do What Thou Wilt
- 2000 - Panic
- 2002 - Humanomalies
- 2004 - The Horned God of the Witches
- 2006 - The Seventh Seal
- 2010 - The Story of Death SS 1977-1984 - Part Two
- 2011 - All the Colors of the Dark - The Very Best of Death SS
- 2013 - Resurrection
- 2018 - Rock 'n' Roll Armageddon
- 2021 - X

### Album in studio
- 1993 - Free Man
- 1999 - Mad Messiah

### EP
- 1994 - Broken Soul

### Con i Sancta Sanctorum
- 2010 - The Shining Darkness
- 2011 - Black Sun

### Con gli Opus Dei (W.O.G.U.E.)
- 2010 - Opus Dei

### Collaborazioni
- 2012 - con i Witche's Brew - in:Supersonicspeedfreak
- con i Tenebre nell'album Mark ov the beast

## Filmografia
- Eaters (2011)
- L'ispettore Coliandro – serie TV (2010), episodio 4x01
- Il Commissario Rex – serie TV (2014), episodio 7x02

## Libri
- Steve Sylvester e Gianni Della Cioppa, Il negromante del rock. Le origini dei Death SS, Crac Edizioni, 2011, ISBN 8897389031.